# SUBARU健康保険組合太田記念病院
SUBARU健康保険組合太田記念病院（すばるけんこうほけんくみあいおおたきねんびょういん）は、群馬県太田市にあるSUBARU健康保険組合設置の病院。25の診療科を持つ。群馬県の災害拠点病院でもある。
通称：「総合太田病院」や単に「太田病院」と呼ばれている。

## 沿革
1938年に中島飛行機太田製作所の付属施設として開院した病院を起源とする。その後1945年8月に終戦による飛行機工場閉鎖に伴って閉鎖されるが、1946年1月10日に富士産業健康保険組合太田病院として開院した。富士重工業の健保組合の統合などにより何度か開設者名が変更されたが、1961年に現在の開設者になり、1975年に総合病院の認可を受け富士重工業健康保険組合総合太田病院の名称になる。2012年に新築移転して富士重工業健康保険組合太田記念病院の名称に変更される。2017年4月に富士重工業健康保険組合がSUBARU健康保険組合に名称変更、当院はSUBARU健康保険組合太田記念病院の名称になる。
慶應義塾大学病院と提携しており、「慶應義塾大学関連病院会」に所属する。

### 年表
- 1938年 - 中島飛行機太田製作所付属太田病院として開設
- 1945年8月 - 終戦と伴に病院閉鎖
- 1946年1月10日 - 富士産業太田健康保険組太田病院として開院
- 1950年 - 開設者変更 富士工業太田健康保険組合太田病院となる
- 1953年 - 准看学校を開設
- 1955年 - 開設者変更 富士重工業太田健康保険組合太田病院となる
- 1959年 - 准看学校を廃止し、高等看護学校(現・太田高等看護学院)を開設
- 1961年 - 開設者変更 富士重工業群馬健康保険組合太田病院となるが、同年中に富士重工業健康保険組合太田病院と再変更される
- 1965年 - 総合病院の認可により富士重工業健康保険組合総合太田病院に名称を変更
- 1975年 - 人工透析センターを開設
- 1978年 - NICU新設
- 1991年 -  高等看護学院3年課程開設
- 1997年 - 災害拠点病院の指定を受ける、訪問看護ステーションを開設。
- 1999年 - 居宅介護支援事業所の認可を受ける。
- 2001年 - 日本医療機能評価機構より一般Bの認定をうける。
- 2012年6月1日 - 群馬県太田市大島町455番1に移転して太田記念病院に名称変更するとともに、地域救命救急センターを開設。三次医療機関となる。
- 2017年4月1日 - SUBARU健康保険組合太田記念病院に名称を変更[2]

## 敷地

### 中島飛行機太田製作所付属太田病院
中島飛行機太田製作所に隣接し、当初の専有の敷地面積は12万6624 ㎡で現在の敷地の約2.6倍広かった。しかし1945年には敷地が大きく縮小している。

### 総合太田病院

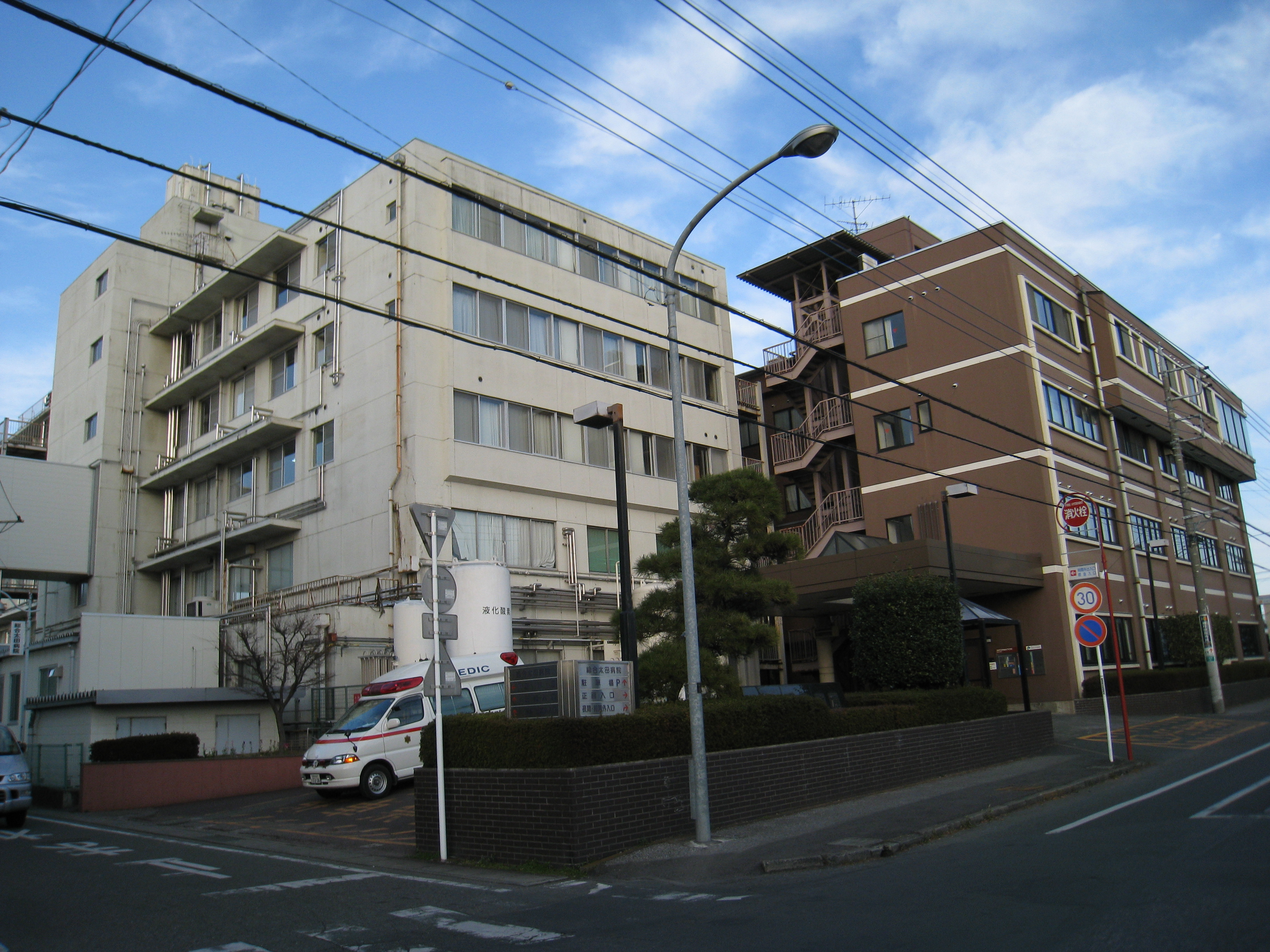
「総合太田病院」時代の病棟

中島飛行機付属の八幡住宅内の八幡寮の一部を転用した。八幡寮は総合太田病院・八幡市営住宅・太田市立西中学校などになった。八幡寮の南側は社宅が広がっていた。

### 太田記念病院
市街化調整区域の田圃約4万8000 ㎡を転用した。

## 保険指定施設
- 保険医療機関
- 救命救急センター
- 精神保健福祉法に基づく指定病院
- 精神保健指定医の配置されている医療機関
- 生活保護法指定医療機関
- 労災保険指定医療機関
- 結核予防法指定医療機関
- 労災保険二次検診等給付医療機関
- 地域災害医療センター
- 臨床研修指定病院
- 日本透析医学会教育関連施設
- 身体障害者福祉法指定、更生医療指定医療機関
- 養育医療機関
- 特定疾患・小児慢性疾患医療
- 母体保護法指定医療機関
- 原爆被曝者一般疾病医療機関
- 生活保護法更生医療
- 育成医療指定医療機関
- 性病予防法指定医療機関
- 身体障害者福祉法
- エイズ治療拠点病院

## 診療科等
- 内科系
  - 内科
  - 循環器科
  - 神経内科
  - 小児科

- 外科系
  - 外科
  - 整形外科
  - 脳神経外科
  - 心臓血管外科
  - 小児外科
  - 産婦人科
  - 眼科
  - 耳鼻咽喉科
  - 皮膚科
  - 泌尿器科

- 歯科系
  - 歯科

- 中央診療部門
  - リハビリテーション科
  - 放射線科
  - 麻酔科
  - 薬剤科
  - 検査科
  - 栄養科
- 看護部
- 医療福祉相談室

## 交通
病院公式サイト「交通アクセス」も参照
- 東武鉄道伊勢崎線/桐生線/小泉線太田駅より徒歩25分、タクシー10分
- おおたシティライナーそよかぜあおぞら・公共バス邑楽（3路線）「太田病院前」バス停より徒歩0分
- 北関東自動車道太田藪塚ICより、車で約30分
- 北関東自動車道太田桐生ICより、車で約15分
- 東北自動車道館林ICより、車で約40分